# Storia del software libero
Ecco una lista cronologica dei principali avvenimenti nella storia del software libero.

## Prima del 1983
Le comunità di sviluppatori software, che possono essere paragonate alla comunità open source dei giorni nostri, esistono da molto tempo prima del movimento per il software libero. Secondo Richard Stallman, la comunità di condivisione software del MIT, il Massachusetts Institute of Technology, esisteva da molto tempo prima che lui ne entrasse a far parte, nel 1971.
Altri esempi di comunità erano grandi gruppi di utenti, come quelli dell'IBM 701, il cui gruppo utenza era chiamato "SHARE", e quelli del Digital Equipment Corporation (DEC), il cui gruppo utenza era invece chiamato "DECUS".
Il software era prodotto per la maggior parte da universitari e da ricercatori aziendali che lavoravano in gruppo. I sistemi operativi, come le primissime versioni di UNIX, erano interamente distribuiti e mantenuti dalla comunità. Il codice sorgente, la versione "leggibile" del software, era distribuito insieme al software stesso, poiché gli utenti modificavano spesso i programmi per risolvere bug oppure aggiungere nuove funzioni. In questo periodo, il software era in maggioranza open source.
Le prime versioni di UNIX erano distribuite gratuitamente, ma insieme a queste versioni non era distribuito il permesso di ridistribuire o distribuire versioni modificate, rendendole di fatto software non free.
Nella fine degli anni settanta e nei primi anni ottanta, le aziende iniziarono a imporre restrizioni ai loro programmatori attraverso il copyright. A volte ciò accadeva in quanto le aziende iniziavano a trarre profitto dal software proprietario.
Bill Gates segnò il cambio di scena, nel 1976, quando scrisse la sua famosa "Lettera aperta agli hobbisti", in cui si trovava un messaggio velato secondo il quale, ciò che gli hacker chiamano "condivisione", è in realtà "furto".
Proprio in questi anni iniziano ad esserci riforme riguardanti i diritti d'autore che aprono alla tutela dei software che si concludono nel 1980 con l'emissione del "Computer Software Copyright Act".
Nello stesso anno viene emesso anche l'atto normativo Bayh-Dole Act che consente alle università di privatizzare i risultati delle ricerche
Alcuni tra gli esempi di software libero scritto prima del 1983, ma destinato ad essere usato per molto tempo ancora, sono TeX e SPICE.

## La nascita di GNU e della Free Software Foundation (1983-1990)

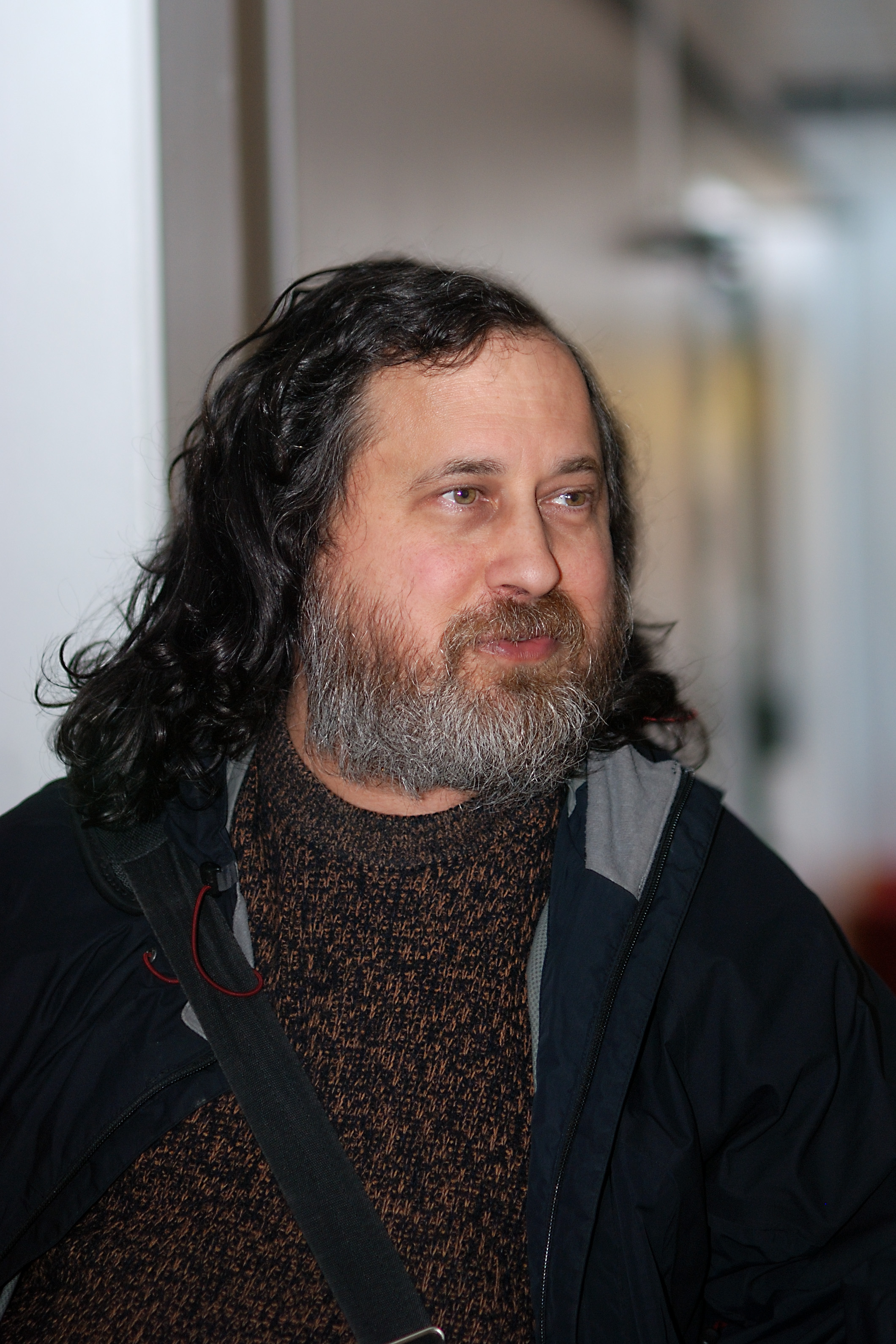
Richard M. Stallman

Nel 1983, Richard Stallman lanciò il progetto GNU, al fine di scrivere un sistema operativo completo libero dalle costrizioni sull'uso del suo codice sorgente. Un'occasione particolare spinse Stallman a iniziare il progetto, ossia un caso in cui una stampante non funzionava e gli utenti non potevano risolvere il problema poiché il codice sorgente non era aperto. La spinta finale alla filosofia GNU e il suo manifesto fu uno scontro tra Stallman e la Symbolic Inc. riguardante l'accesso di Stallman ai cambiamenti che la Symbolic aveva apportato a un programma scritto da lui.
Subito dopo il lancio del progetto GNU, Stallman coniò il termine "software libero" e fondò la Free Software Foundation per promuoverne il concetto, e una definizione di software libero fu definitivamente pubblicata nel febbraio del 1986.
Nel 1989 fu pubblicata la prima versione della GNU General Public License. Una versione aggiornata fu pubblicata nel 1991.
Nel 1989, inoltre, alcuni sviluppatori del progetto GNU fondarono l'azienda Cygnus Solutions.
Il kernel del progetto GNU, in seguito chiamato GNU Hurd, fu continuamente rimandato, ma molti altri componenti del sistema operativo furono rilasciati nel 1991. Primo fra tutti, lo GNU Compiler Collection, che divenne leader per diffusione nel suo campo.

## GNU/Linux (1991)

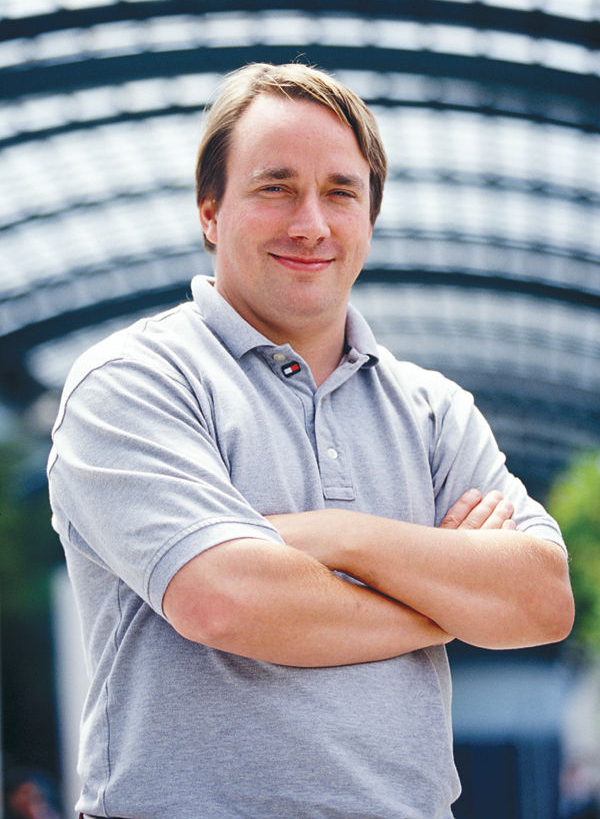
Linus Torvalds

Nel 1992 un kernel, il cui sviluppo era stato iniziato da Linus Torvalds l'anno precedente, fu rilasciato come software libero. Fino a questo punto, il progetto GNU aveva prodotto o integrato tutto ciò che era necessario per un sistema operativo, eccetto il kernel.
La combinazione tra il kernel Linux e il sistema GNU diede vita al primo sistema operativo totalmente libero (sia nel codice sorgente che nel costo) completato nel 1993, data dell'inizio del progetto.

## Le prime Free BSD (1993)
Nel frattempo, sempre nel 1993 furono rilasciate come software libero FreeBSD e NetBSD, entrambe derivate dalla 386BSD. Nel 1995 abbiamo il primo fork derivato dalla NetBSD: ossia la OpenBSD; ne esistono anche fork più recenti.

## L'era DotCom (fine anni '90)
Alla fine degli anni novanta, quando nascevano molte aziende che possedevano un sito web, il software libero divenne una scelta popolare per i web servers. Il server HTTP Apache divenne il software per web server più utilizzato (il che è vero anche oggi).
Nel marzo del 1998 Netscape Communications Corporation rilasciò la maggior parte del codice sorgente della sua popolare applicazione Netscape Communicator sotto una licenza scritta da loro stessi, la Netscape Public License. Questo pacchetto divenne in seguito Mozilla, e produsse il browser web Mozilla Firefox. La licenza della suite Mozilla fu cambiata in seguito in una tripla licenza, che includeva la GNU GPL.
Nell'agosto del 1999, la Sun Microsystems rese disponibile la suite StarOffice come software sotto la General Public License. Questa suite fu in seguito rinominata OpenOffice.org.
Nel 2007, infine, la Sun Microsystems afferma che rilascerà la sua nota piattaforma Java sotto licenza GPL.

## Leggi sul software libero nel mondo

### In Venezuela
Il Venezuela, sotto la guida di Hugo Chávez, ha varato una legge sul software libero nel gennaio 2006. La direttiva 3.390 impone a tutte le agenzie governative venezuelane di migrare al software libero entro un periodo di due anni.

### In Italia
ToscanaIl 21 gennaio 2003 all'interno della Legge Regionale su Promozione dell'Amministrazione elettronica e della società dell'informazione e della conoscenza nel sistema regionale. Disciplina della "Rete telematica regionale Toscana" è stato introdotto fra i criteri guida l'utilizzazione di standard aperti e l'utilizzo preferenziale di software a sorgente aperto.
UmbriaSecondo la Legge Regionale n. 11 del 25 luglio 2006, Norme in materia di pluralismo informatico sulla adozione e la diffusione del software a sorgente aperto e sulla portabilità dei documenti informatici nell'amministrazione regionale, gli uffici pubblici della Regione Umbria devono adottare software libero per produrre documenti e servizi, in modo tale da garantirne un accesso senza ostacoli da parte dei cittadini.
VenetoIl 14 novembre 2008 Il consiglio regionale del Veneto ha approvato la legge regionale n. 19 Norme in materia di pluralismo informatico, diffusione del riuso e adozione di formati per documenti digitali aperti e standard nella società dell'informazione del Veneto.
PiemonteIl consiglio regionale del Piemonte ha approvato la legge regionale n. 9 del 26 marzo 2009 Norme in materia di pluralismo informatico, sull'adozione e la diffusione del software libero e sulla portabilità dei documenti informatici nella pubblica amministrazione.